# Khao Sok
Khao Sok (Thai: เขาสก) is een groot nationaal park, gelegen in Thailand in de provincie Surat Thani. Het werd opgericht op 22 december 1980. Het heeft een oppervlakte van 739 km² en is daarmee het grootste park in de provincie. In het park bevindt zich naast oerbos, wat een overblijfsel is van een regenwoud dat ouder en diverser is dan het Amazoneregenwoud, ook het stuwmeer Chiao Lan, afgedamd door de Ratchapraphadam. Deze dam werd in 1982 gebouwd bij de Khlong Saeng. Khao Sok is naast de natuur in het algemeen ook bekend door de Rafflesia kerrii, de op een na grootste bloem ter wereld, met een diameter van 50 tot 90 centimeter.

## Abiotische factoren
Maart en april zijn de warmste maanden, al is het in Khao Sok het hele jaar door aangenaam warm met temperaturen tussen de 22 °C en 31 °C.

## Fauna
Naast de flora kent Khao Sok veel fauna, waaronder de Aziatische olifant, luipaarden, sambars, bantengs, tapirs, dwergherten, cobra's, pythons en verscheidene soorten reptielen, apen, insecten, vleermuizen (38) en vogels (311 soorten).

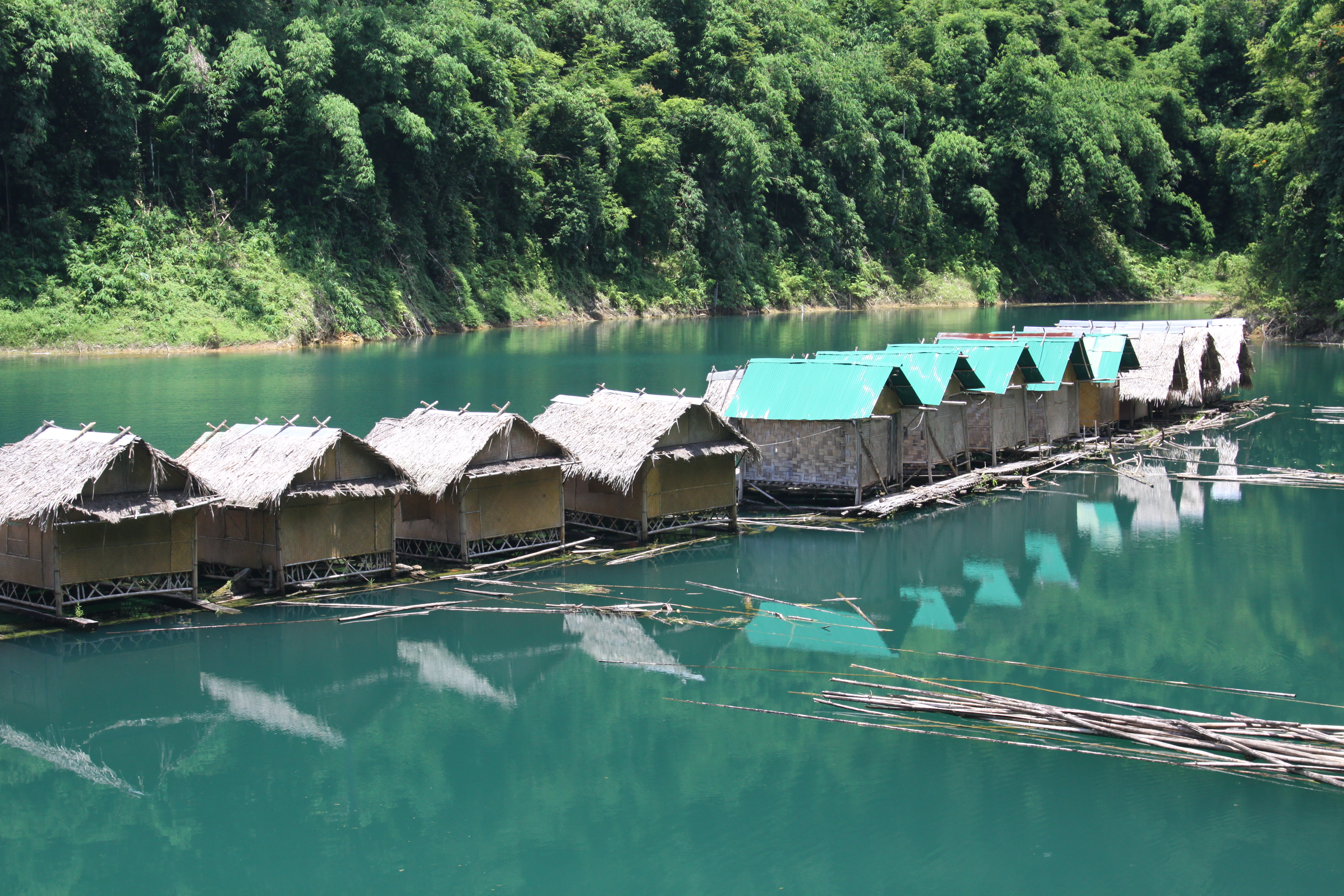
Verbonden drijfhutten op het Cheow Larn-meer